# 和田翼
和田 翼（わだ つばさ、旧姓：岩崎〈いわさき〉、1994年5月30日 - ）は、中央競馬（JRA）・栗東トレーニングセンターの騎手。滋賀県出身。叔父（母の弟）はJRA騎手の和田竜二。

## 来歴
元厩務員の祖父、調教助手と騎手の叔父を持つ競馬一家に育つ。2010年に競馬学校騎手課程に入学（第29期）。
2013年3月に栗東・河内洋厩舎から騎手デビュー。5月19日京都1R（3歳未勝利）でティボリハーモニーに騎乗して1着となり、初騎乗から81戦目で待望のJRA初勝利を挙げた。初勝利まで時間を要したため、師匠の河内に肩を叩かれると思わず目に涙を浮かべた。デビュー1年目は中央競馬関西放送記者クラブ賞を受賞したものの勝数は12勝だったが、2年目は27勝を挙げる。
2017年12月3日の中京6Rでセングウに騎乗して1着となり、JRA通算100勝を達成した。同年12月21日に所属していた河内厩舎を離れ、フリーとなった。
2020年7月22日にJRAに旧姓使用の取り止めを申請し、以降は和田姓を使用している。
2022年11月1日付けで栗東・谷潔厩舎に所属となる。
2024年10月29日には自ら執筆した小説「二回死ぬ事ができるなら　―運命の再構築―」を電子書籍として出版、多才な一面を見せた。
2025年9月3日付けで騎手免許を返上し、引退することが同年8月20日に発表された。

## 騎乗成績
- JRA公式[1]およびnetkeiba[14]より

|            | 日付           | 競馬場・開催    | 競走名               | 馬名               | 頭数 | 人気 | 着順 |
| ---------- | -------------- | --------------- | -------------------- | ------------------ | ---- | ---- | ---- |
| 初騎乗     | 2013年3月2日   | 1回阪神3日目1R  | 3歳未勝利            | ヤマニンプチタルト | 16頭 | 7    | 3着  |
| 初勝利     | 2013年5月19日  | 3回京都10日目1R | 3歳未勝利            | ティボリハーモニー | 15頭 | 8    | 1着  |
| 重賞初騎乗 | 2014年6月15日  | 3回阪神4日目11R | マーメイドステークス | コスモバルバラ     | 14頭 | 13   | 2着  |
| G1初騎乗   | 2019年11月10日 | 5回京都4日目11R | エリザベス女王杯     | レイホーロマンス   | 18頭 | 18   | 13着 |

| 年度   | 1着 | 2着 | 3着 | 騎乗数 | 勝率 | 連対率 | 複勝率 |
| ------ | --- | --- | --- | ------ | ---- | ------ | ------ |
| 2013年 | 12  | 17  | 17  | 325    | .037 | .089   | .142   |
| 2014年 | 27  | 30  | 37  | 549    | .049 | .104   | .171   |
| 2015年 | 20  | 32  | 28  | 504    | .040 | .103   | .159   |
| 2016年 | 14  | 23  | 32  | 414    | .034 | .089   | .167   |
| 2017年 | 28  | 26  | 24  | 503    | .056 | .107   | .155   |
| 2018年 | 10  | 14  | 16  | 324    | .031 | .074   | .123   |
| 2019年 | 5   | 5   | 10  | 189    | .026 | .053   | .106   |
| 合計   | 116 | 147 | 164 | 2808   | .041 | .094   | .156   |